# روفس الأفسسي

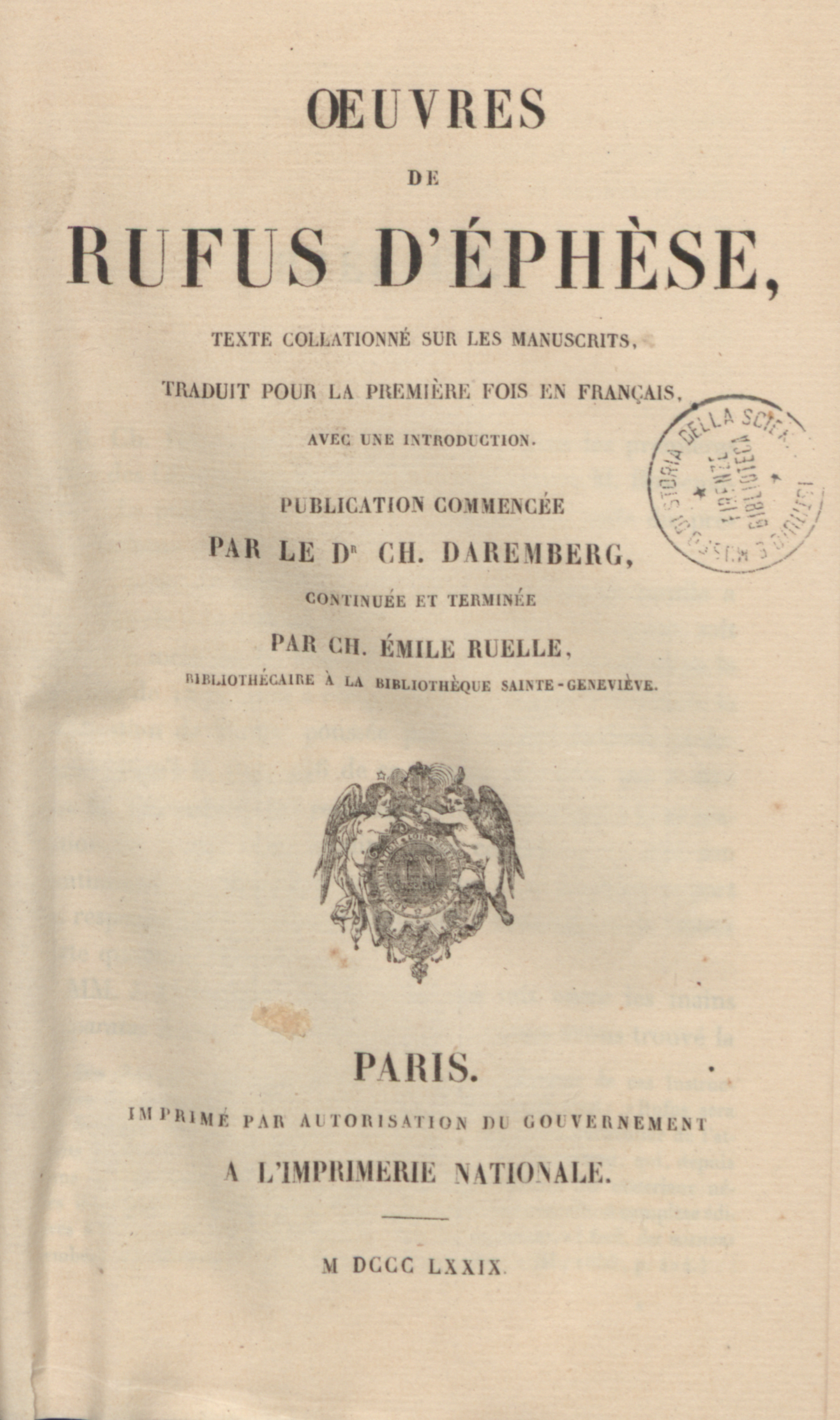
Ouvres, 1879

روفس الأفسسي (ازدهر نحو 100 م) هو طبيب يوناني.
قال عنه ابن النديم في الفهرست: «كان من مدينة إفسس، قبل جالينوس. مقدم في صناعة الطب، ولم يكن في الروفسيين أفضل منه.»
درس الطب في الإسكندرية في أيام الملك تراجان الروماني (98 - 117 م). كان العرب يعتمدون على آرائه ويرجعون إلى تصانيفه التي نُقل أكثرها إلى العربية.